# Rudolf Dreikurs
 (juin 2017).
Si vous disposez d'ouvrages ou d'articles de référence ou si vous connaissez des sites web de qualité traitant du thème abordé ici, merci de compléter l'article en donnant les références utiles à sa vérifiabilité et en les liant à la section « Notes et références ».
Rudolf Dreikurs (né le 8 février 1897 à Vienne (Autriche) - mort le 25 mai 1972 à Chicago) est un psychiatre et enseignant autrichien ayant développé une approche particulière de la psychologie individuelle d'Alfred Adler. Il a fondé la North American Society of Adlerian Psychology (en) en 1952.

## Biographie
Dreikurs fait ses études à l'université de Vienne où il obtient son diplôme de médecin en 1923. Il émigre aux États-Unis en 1937.